# Uncaria orientalis
Uncaria orientalis är en måreväxtart som beskrevs av André Guillaumin. Uncaria orientalis ingår i släktet Uncaria och familjen måreväxter. Inga underarter finns listade i Catalogue of Life.